# Ковале (Більський повіт)
Ковале (пол. Kowale) — село в Польщі, у гміні Вишки Більського повіту Підляського воєводства.
Населення — 99 осіб (2011).
У 1975-1998 роках село належало до Білостоцького воєводства.

## Демографія
Демографічна структура станом на 31 березня 2011 року:
|          | Загалом | Допрацездатний вік | Працездатний вік | Постпрацездатний вік |
| -------- | ------- | ------------------ | ---------------- | -------------------- |
| Чоловіки | 49      | 9                  | 28               | 12                   |
| Жінки    | 50      | 8                  | 25               | 17                   |
| Разом    | 99      | 17                 | 53               | 29                   |